# Académico 83
La Associação Académico 83 do Porto Inglês es un equipo de fútbol de Cabo Verde, de la ciudad de Porto Inglês en la isla de Maio y que juega en Campeonato Regional de Fútbol de Maio, una de las ligas regionales que conforman el fútbol del país.

## Historia
El equipo se fundó el 6 de julio de 1983 por seis jóvenes estudiantes para promover el deporte y cultura da la ciudad. Hasta el año 1987 no fue inscrita jurídicamente como entidad deportiva.
Durante la década de los años 90 consiguió cuatro campeonatos regionales que le llevó a disputar el campeonato nacional. Ya con la llegada del siglo XXI llegó una larga sequía en títulos, que rompió en la temporada 2012 con la consecución del título de liga y copa, desde entonces logró otras cuatro ligas, tres copas y un torneo de apertura.

## Estadio
El Académico 83 juega en el Estadio Municipal 20 de Janeiro, el cual comparte con el resto de equipos de la isla, ya que en él se juegan todos los partidos del Campeonato Regional de Fútbol de Maio. Tiene una capacidad para 1 000 espectadores.

## Palmarés
- Campeonato Regional de Fútbol de Maio: 8

1993-94, 1994-95, 1997-98, 1999-00, 2011-12, 2012-13, 2014-15 y 2015-16
- Copa de Maio: 3

2012, 2013 y 2016
- Torneo de Apertura: 1

2013

## Otras secciones y filiales
Dispone de un equipo sub-17 que ha sido campeón de liga en tres ocasiones y de copa en otra. También tiene otro equipo sub-15. En otros deportes está la sección de balonmano que ha sido campeón en tres ocasiones.